# Frimousse (bande dessinée)
Pour les articles homonymes, voir Frimousse.
Frimousse est un périodique, de type petits formats, publié par les Éditions de Chateaudun entre avril 1959 et janvier 1972.
Des auteurs tels que Philippe Luguy, Georges Lévis, Claude Marin y ont publié des planches de bande dessinée.